# Елийска базилика
Елийската базилика (на гръцки: Βασιλική Ελιάς) е раннохристиянска църква, край Елия на полуостров Ситония, Гърция. Базиликата се намира в местността Никитас и вероятно е била посветена на Свети Никита. В архитектурно отношение е трикорабна базилика с нартекс.
В 1981 година църквата е обявена за паметник на културата.